# USS LST-409
O USS LST-409 foi um navio de guerra norte-americano da classe LST que operou durante a Segunda Guerra Mundial.